# Andromache

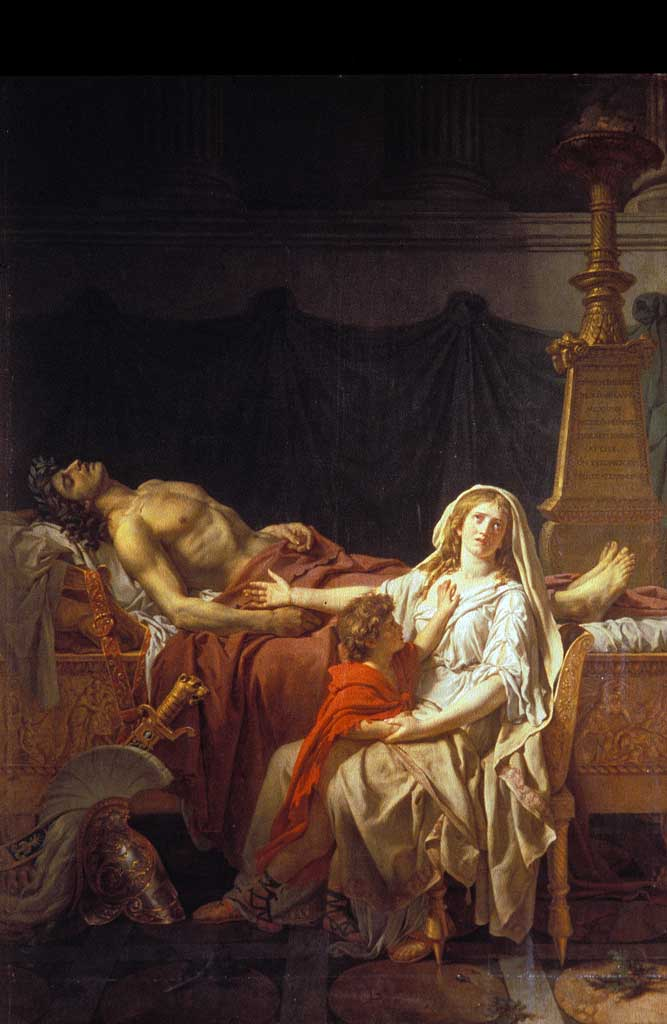
Andromache beweint Hektor von Jacques-Louis David, 1783

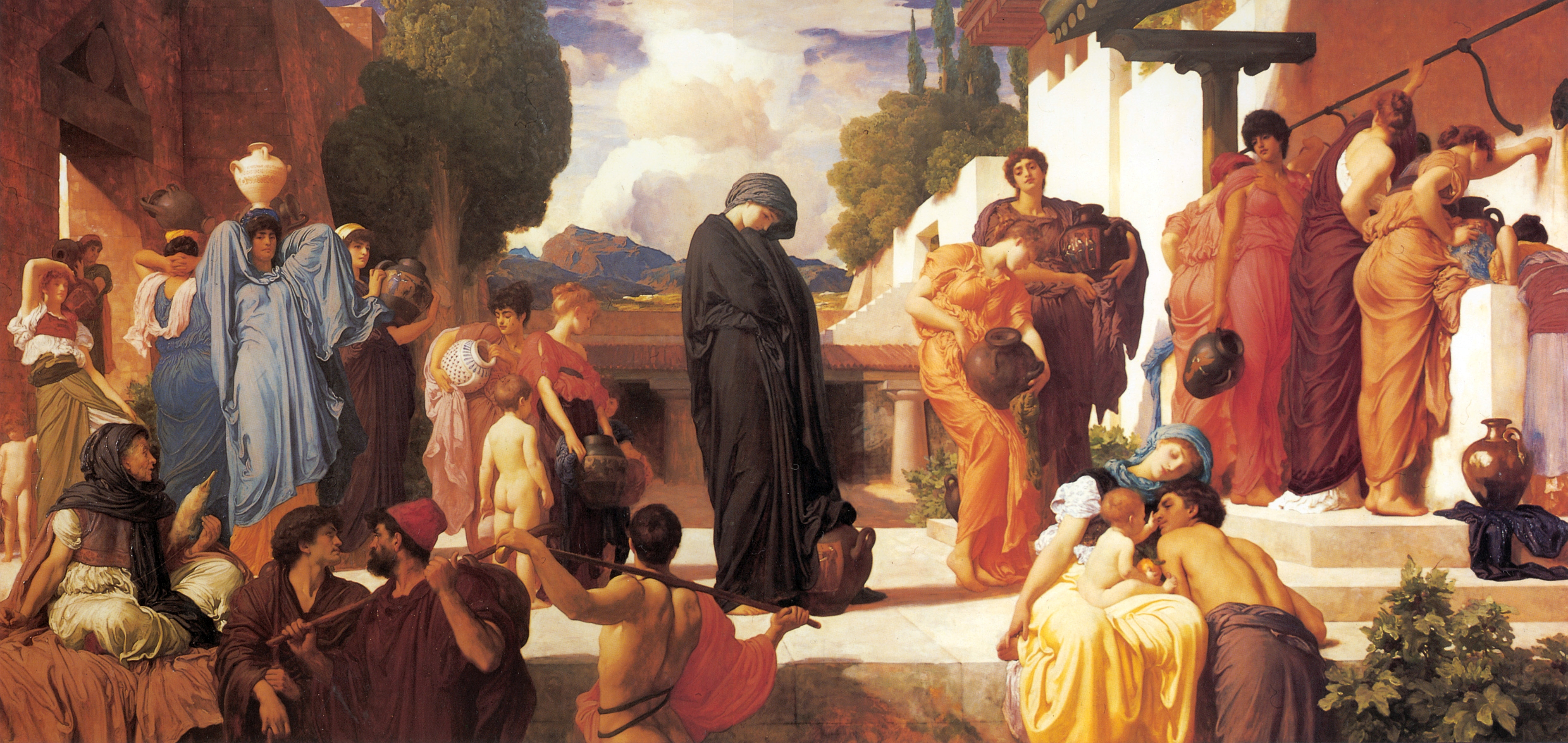
Andromache in Gefangenschaft von Frederic Leighton, ca. 1886.

Andromache (altgriechisch Ἀνδρομάχη Andromáchē, deutsch ‚die wie ein Mann Kämpfende‘) ist in der griechischen Mythologie die Frau des trojanischen Helden Hektor und in der Ilias von Homer die Mutter des Astyanax. Literarisch symbolisiert Andromache eine Frau, die schwer vom Schicksal geprüft wurde.

## Herkunft; Heirat mit Hektor
Andromache war eine Tochter des kleinasiatischen Königs der Kilikes, Eetion, der in der am Fuße des Bergs Plakos gelegenen mysischen Stadt Thebe residierte. Sie hatte sieben Brüder und heiratete Hektor, den ältesten Sohn des trojanischen Königs Priamos. Bei ihrer Hochzeit erhielt sie von Aphrodite reiche Geschenke, was auf eine große Mitgift schließen lässt. Aus ihrer Ehe mit Hektor ging ihr Sohn Astyanax (Αστύαναξ; auch Skamandrios genannt) hervor.

## Leben in Troja
Andromaches Vater und ihre sieben Brüder wurden von Achilleus in der Anfangsphase der neunjährigen Belagerung von Troja bei einem Plünderungszug nach Thebe getötet. Ihre Mutter fiel den Pfeilen der Artemis zum Opfer. Nach der Tötung ihrer Familie war Andromache ganz auf Hektor angewiesen. In der Ilias von Homer wird besonders ihre Beziehung zu ihrem Gemahl beschrieben. Die beiden verband eine innige Liebe, die im Griechischen als ἀγαπή agapḗ (bedingungslose Liebe) bezeichnet wird.

### Homilie
Die Homilie, bezieht man den Begriff auf die Ilias, bezeichnet die letzte Begegnung Andromaches und Hektors, die im 6. Buch dargestellt wird. Andromache flehte ihren Ehemann an, nicht als Vorkämpfer in die Schlacht zu ziehen, sondern sich an geschützterer Stelle der Befehligung der Soldaten zu widmen. Hektor jedoch lehnte ab und erklärte, dass er dies angesichts seiner Stellung als Königssohn und wegen seines Ehrgefühls nicht tun könne. Andromache sagte, dass sie selbst nicht mehr leben wolle, sollte Hektor sterben, und fürchtete auch um ihren Sohn Astyanax, der nicht vaterlos aufwachsen sollte. Hektor widerstand dennoch den Bitten seiner Frau und verabschiedete sich von ihr und seinem Sohn.

### Hektors Tod
In der Erwartung, ihr Mann werde bald aus der Schlacht nach Hause kommen, bereitete Andromache ein Bad für ihn vor und legte purpurne Tücher bereit. Hektor fiel jedoch in einem für die trojanische Niederlage vorentscheidenden Zweikampf gegen Achilleus. Als Andromache Jammergeschrei hörte, lief sie hinaus und erblickte von der Mauer aus ihren toten Ehemann, der von Achill an seinen Streitwagen gehängt und um die Troja geschleift wurde. Vor Schreck und Bestürzung fiel Andromache in Ohnmacht. Als sie wieder zu sich kam, klagte sie weinend, umringt von den Troerinnen, über das Schicksal ihres gefallenen Gemahls und ihres Sohnes, der nun vaterlos war. Bei der von Homer ebenfalls herzzerreißend geschilderten Klage Andromaches beim Anblick des Leichnam Hektors ahnte sie bereits das baldige Eintreten eines zweiten Schicksalsschlags, den Tod ihres Sohns Astyanax.

### Die Einnahme Trojas
Als die Griechen schließlich Troja einnahmen, wurde Andromache versklavt. Ihr Sohn Astyanax sollte zunächst auch mitgenommen werden. Auf Vorschlag des Odysseus kam es aber zum gemeinsamen Beschluss der Griechen, den kleinen Jungen von den Mauern Trojas herabzuwerfen. Dies wurde wohl von Odysseus selbst im Beisein Andromaches ausgeführt. Nach einer anderen, bei Lesches in der Kleinen Ilias vorliegenden Sagenversion beging Achilleus’ Sohn Neoptolemos allein diese blutige Tat noch in der Nacht der Eroberung Trojas. Andromache selbst fiel bei der Beuteverteilung Neoptolemos zu und musste ihm als Konkubine in die Fremde folgen.

## Leben im Exil
Nach der Kleinen Ilias begleitete Andromache den Neoptolemos in Achilleus’ Heimat Phthia. Laut den Nosten begab sie sich hingegen mit Neoptolemos zunächst nach Thrakien und nach Epirus. Dort zeugte sie mit ihm die Söhne Molossos, Pielos und Pergamos.
Später kam es in Phthia zu einem von Euripides in seiner Tragödie Andromache geschilderten Konflikt zwischen Neoptolemos’ legitimer griechischer Frau Hermione und Andromache. Da Hermiones Ehe kinderlos blieb, beschuldigte sie Andromache der Zauberei und klagte, dass sie von ihr unfruchtbar gemacht worden sei. Andromache verteidigte ihre Rechte als Mutter und Gattin glänzend gegen die als herzlos dargestellte Lakonierin. Sie wurde beinahe das Opfer eines von Hermione und deren Vater Menelaos ersonnenen Mordkomplotts, aber vom greisen Peleus gerettet. Nach der Ermordung des Neoptolemos in Delphi verkündete Thetis ihr, dass sie den trojanischen Seher Helenos, der wie Hektor ein Sohn des Priamos und der Hekabe war, heiraten und mit ihm und ihrem Sohn Molossos nach Epirus gehen werde.
In Vergils Aeneis wurde Andromache hingegen bereits von Neoptolemos bei seiner Heirat mit Hermione dem Helenos zur Gattin gegeben. In Epirus gründete sie mit Helenos ein neues Troja und traf Aeneas, als seine Irrfahrten ihn hierher verschlugen. Sie erzählte Aeneas ihr Schicksal. Aus der Ehe mit Helenos entspross Andromaches Sohn Kestrinos, nach dem die Landschaft Kestrine benannt wurde. Nach Helenos’ Tod begab Andromache sich mit ihrem Sohn Pergamos nach Teuthranien, wo dieser den König Areios im Zweikampf besiegte, somit ein Königreich gewann und die Stadt Pergamon gründete. Dort verbrachte sie ihren Lebensabend und ebenda wurde ihr nach dem Tod ein noch zur Zeit des Pausanias existierendes Heroon errichtet.

## Künstlerische Bearbeitungen

### Antike
- Euripides: Andromache, Tragödie ca. 425 v. Chr.
- Euripides: Die Troerinnen, Tragödie ca. 415 v. Chr.
- Vergil: Aeneis, Heldenepos, ca. 25 v. Chr.

### Neuzeit
In seiner Tragödie Andromache hat Jean Racine ihr Schicksal für seine Zwecke geändert. Nach dieser Version konnte sie ihren Sohn Astyanax durch eine List retten. Neoptolemos – der bei Racine Pausanias 1,11,1–2 folgend den zweiten Namen des Neoptolemos, Pyrrhus, führt – droht damit, Astyanax den Griechen auszuliefern, um Andromache zu zwingen, seine Frau zu werden. Racine hielt diese Änderung des Mythos für nötig, weil Andromache inzwischen als Vorbild für eheliche Liebe und Treue über den Tod hinaus galt. Als Dramenheldin konnte sie nicht Gemahlin eines anderen Mannes als Hektors werden. Racines Werk diente in der Folge für die gleichnamige Oper von André-Ernest-Modeste Grétry als Vorlage.

#### Darstellung in Film und Fernsehen
Darstellungen der Andromache wurden in Filmen und TV-Serien u. a. von den folgenden Schauspielerinnen verkörpert.
- Patricia Marmont, in: Die schöne Helena. Spielfilm, Warner Brothers, 1956, 116 Min., Regie: Robert Wise.
- Vanessa Redgrave, in: Die Troerinnen, Spielfilm, Großbritannien/USA/Griechenland, 1971, Regie: Michael Cacoyannis
- Saffron Burrows, in: Troja. Spielfilm, USA, Malta, Großbritannien, 2004, 156 Min., Regie: Wolfgang Petersen, u. a. mit Brad Pitt als Achilles.
- Chloe Pirrie, in: Troja – Untergang einer Stadt, TV-Serie, USA, Großbritannien, 2018.
- Charlize Theron, in: The Old Guard (Film), Spielfilm, USA, 2020, und The Old Guard 2, Spielfilm, USA, 2025